# Rajd Polski 1996
Rajd Polski 1996 (53. Rajd Polski) to kolejna, 53 edycja rajdu samochodowego Rajd Polski rozgrywanego w Polsce. Rozgrywany był od 6 do 8 czerwca 1996 roku. Bazą rajdu był Wrocław. Rajd był szesnastą rundą Rajdowych Mistrzostw Europy w roku 1996, a także czwartą rundą Rajdowych Samochodowych Mistrzostw Polski w roku 1996.

## Wyniki końcowe rajdu
| Miejsce                        | Kierowca                     | Pilot                        | Samochód                     | Czas                         | Strata                       |                              |
| Klasyfikacja generalna i ERC   | Klasyfikacja generalna i ERC | Klasyfikacja generalna i ERC | Klasyfikacja generalna i ERC | Klasyfikacja generalna i ERC | Klasyfikacja generalna i ERC | Klasyfikacja generalna i ERC |
| ------------------------------ | ---------------------------- | ---------------------------- | ---------------------------- | ---------------------------- | ---------------------------- | ---------------------------- |
| 1                              | Krzysztof Hołowczyc          | Maciej Wisławski             | Toyota Celica Turbo 4WD      | 2:53:12                      | -                            |                              |
| 2                              | Dieter Depping               | Fred Berssen                 | Ford Escort RS Cosworth      | 2:53:24                      | +12                          |                              |
| 3                              | Yves Loubet                  | Michal Koci                  | Ford Escort RS Cosworth      | 2:59:42                      | +6:30                        |                              |
| 4                              | Robert Herba                 | Artur Skorupa                | Toyota Celica Turbo 4WD      | 3:00:27                      | +7:15                        |                              |
| 5                              | Waldemar Doskocz             | Aleksander Dragon            | Renault Clio Maxi            | 3:00:45                      | +7:33                        |                              |
| 6                              | Kurt Göttlicher              | Johann Wallner               | Ford Escort RS Cosworth      | 3:02:59                      | +9:47                        |                              |
| 7                              | Nicolai Burkart              | Regine Rausch                | Nissan Sunny GTI             | 3:08:09                      | +14:57                       |                              |
| 8                              | Wiesław Stec                 | Maciej Maciejewski           | Mitsubishi Lancer EVO III    | 3:09:50                      | +16:38                       |                              |
| 9                              | Jindrich Stolfa              | Miroslav Fanta               | Skoda Felicia Kit Car        | 3:12:02                      | +18:50                       |                              |
| 10                             | Sergio Trevisan              | Lucio Baggio                 | Ford Escort RS Cosworth      | 3:12:27                      | +19:15                       |                              |
| Klasyfikacja mistrzostw Polski |                              |                              |                              |                              |                              |                              |
| 1                              | Krzysztof Hołowczyc          | Maciej Wisławski             | Toyota Celica Turbo 4WD      | 2:53:12                      | -                            |                              |
| 2                              | Robert Herba                 | Artur Skorupa                | Toyota Celica Turbo 4WD      | 3:00:27                      | +7:15                        |                              |
| 3                              | Waldemar Doskocz             | Aleksander Dragon            | Renault Clio Maxi            | 3:00:45                      | +7:33                        |                              |
| 4                              | Wiesław Stec                 | Maciej Maciejewski           | Mitsubishi Lancer EVO III    | 3:09:50                      | +16:38                       |                              |
| 5                              | Romuald Chałas               | Robert Bromke                | Mitsubishi Lancer EVO III    | 3:12:54                      | +19:42                       |                              |
| 6                              | Janusz Kulig                 | Jarosław Baran               | Opel Astra GSi 16V           | 3:14:24                      | +21:12                       |                              |
| 7                              | Cezary Fuchs                 | Mikołaj Madej                | Ford Escort RS Cosworth      | 3:15:16                      | +22:04                       |                              |
| 8                              | Jarosław Pineles             | Maciej Wodniak               | Opel Astra GSi 16V           | 3:29:15                      | +36:03                       |                              |
| 9                              | Tomasz Kuchar                | Tomasz Malec                 | Opel Astra GSi 16V           | 3:42:05                      | +48:53                       |                              |
| 10                             | Bartłomiej Baniowski         | Tomasz Czopik                | Nissan Sunny GTI-R           | 3:42:38                      | +49:26                       |                              |